# Bibliothèque de la Société estonienne des naturalistes
La bibliothèque de la Société estonienne des naturalistes (en estonien : Eesti Looduseuurijate Seltsi raamatukogu) est une bibliothèque naturaliste à Tartu en Estonie.

## Présentation
La bibliothèque spécialisée appartient à la Société estonienne des naturalistes (ELUS). 
La bibliothèque est située dans le bâtiment d’ELUS à l'adresse Struve 2.
La bibliothèque est spécialisée dans les publications liées à la nature estonienne et à ses recherches, et elle est la plus grande au monde dans ce domaine. Il existe plus de 150 000 publications.
La bibliothèque estonienne d'ELUS est la plus grande et la plus ancienne bibliothèque spécialisée d'Estonie spécialisée dans les publications dans le  domaine des sciences naturelles.
La bibliothèque a été fondée en 1853 avec la société ELUS et contient environ 150 000 articles imprimés. Il s'agit principalement de littérature scientifique, mais il y a aussi beaucoup de littérature sur la nature destinée à un lectorat plus large. 
Les ouvrages ne sont prêtés qu'aux membres de la société. L'utilisation sur place est gratuite pour tous.